# Kazimierz Ajdukiewicz
Kazimierz Ajdukiewicz (12 tháng 12 năm 1890 – 12 tháng 4 năm 1963) là triết gia và nhà logic học người Ba Lan, một nhân vật nổi bật trong trường phái logic Lwów–Warsaw. Ông có nhiều ý tưởng mới lạ trong ngành ngữ nghĩa học. Trong các nghiên cứu của mình, văn phạm danh mục là một công cụ rất linh hoạt để phân tích cú pháp ngôn ngữ tự nhiên và ngữ nghĩa một cách gián tiếp. Lý thuyết về văn phạm danh mục này vẫn còn ảnh hưởng sâu rộng đến ngôn ngữ học hình thức. Các lĩnh vực nghiên cứu của Ajdukiewicz là lý thuyết mô hình và triết học khoa học.

## Tiểu sử
Ajdukiewicz sinh năm 1890 tại Tarnopol ở Galicia, vùng bị Đế quốc Áo-Hung  sáp nhập khi phân chia Ba Lan. Cha là một công chức cao cấp. Ajdukiewicz học tại Đại học Lwów và giảng dạy ở đó. Ông cũng làm giảng viên tại Warszawa và Poznań. Ông nhận bằng tiến sĩ với luận án về triết lý không gian Kant. Từ 1948 đến 1952, ông là Hiệu trưởng trường Đại học Poznań. Từ năm 1953, ông là một trong những người sáng lập tạp chí Studia Logica, cống hiến cho tạp chí đến khi qua đời.

## Các công trình
- 1921 "Z metodologii nauk dedukcyjnych"
- 1923 "Główne kierunki filozofii"
- 1928 "Główne zasady metodologii nauk i logiki formalnej"
- 1931 "O znaczeniu wyrażeń"
- 1934 "Logiczne podstawy nauczania"
- 1938 "Propedeutyka filozofii"
- 1948 "Epistemologia i semantyka"
- 1949 "Zagadnienia i kierunki filozofii"
- 1952 "Zarys logiki"
- 1964 "Zagadnienia empiryzmu a koncepcja znaczenia"
- 1965 "Logika pragmatyczna"
- 1960-1965 "Język i poznanie. Wybór pism"
- 1966- Selected articles in "Logiczna Teoria Nauki" (Logical Theory of Science) Ed. T.Pawłowski, in tại PWN, Warszawa.
- Kazimierz Ajdukiewicz: Logic thực dụng, Dordrecht, Reidel, 1974
- Kazimierz Ajdukiewicz: Các vấn đề và lý thuyết về triết học, Cambridge, Nhà xuất bản Đại học Cambridge, 1975
- Kazimierz Ajdukiewicz: Thế giới khoa học và tiểu luận thời kỳ 1931-1963, Dordrecht, Reidel, 1977